# Holocausto na Polônia

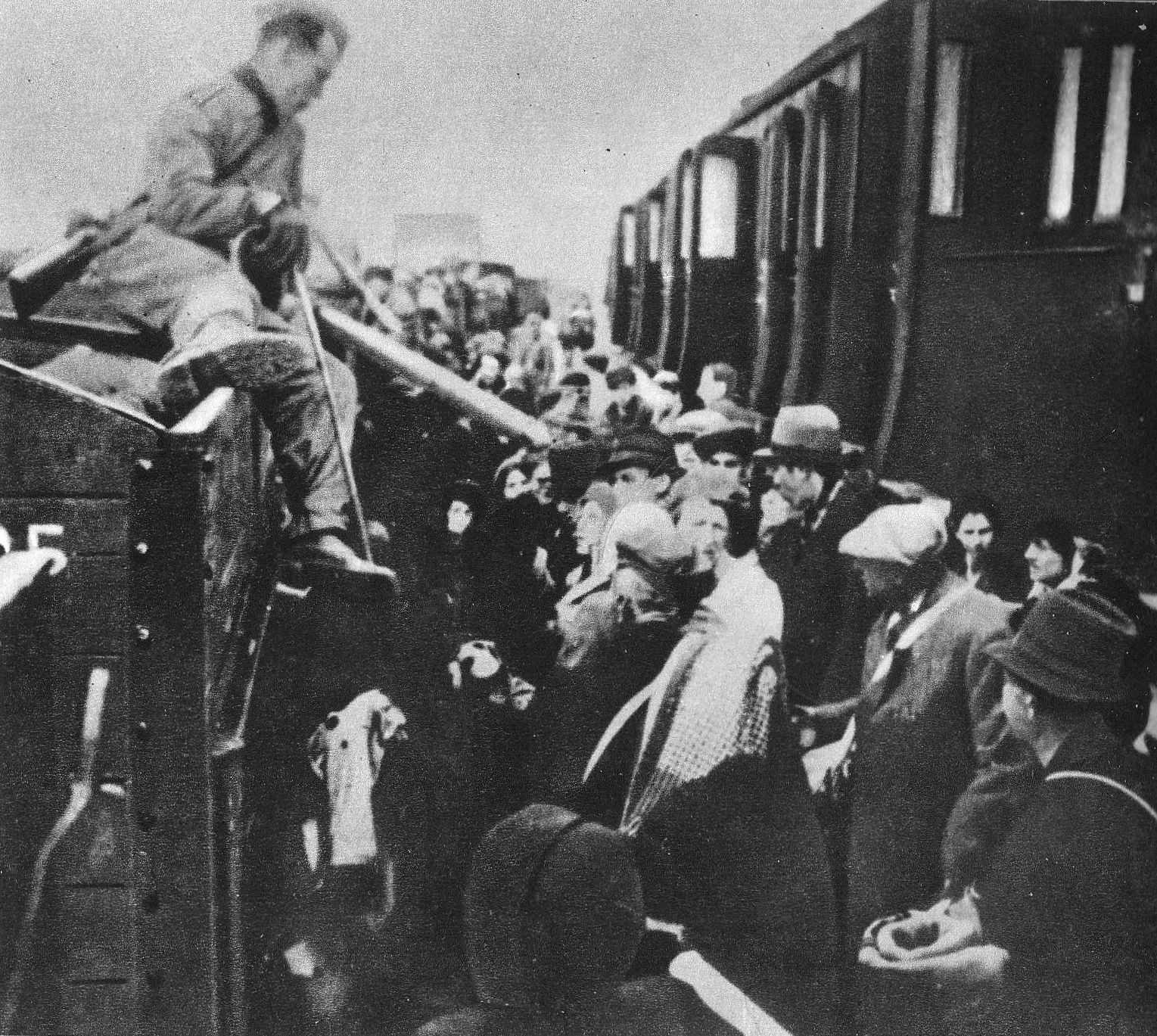
Deportação para Chełmno

O Holocausto na Polônia foi a guetização, roubo, deportação e assassinato de judeus na Polônia ocupada, organizado pela Alemanha nazista. Três milhões de judeus poloneses foram assassinados, principalmente nos campos de extermínio de Chelmno, Belzec, Sobibor, Treblinka e Auschwitz II-Birkenau, representando metade de todos os judeus assassinados durante o Holocausto em toda a Europa.
Em 1939, a Alemanha nazista invadiu a Polônia enquanto a União Soviética invadiu a Polônia pelo leste. Na Polônia ocupada pelos alemães, os judeus foram mortos, submetidos a trabalhos forçados e forçados a mudar-se para guetos. A União Soviética deportou muitos judeus para o interior soviético, onde a maioria sobreviveu à guerra. Em 1941, a Alemanha invadiu a União Soviética e iniciou o assassinato sistemático de judeus. 1,8 milhão de judeus foram mortos na Operação Reinhardt, baleados em guetos, morreram durante a viagem de trem ou mortos por gás venenoso nos campos de extermínio. Em 1943 e 1944, os restantes campos de trabalho e guetos foram liquidados. Muitos judeus tentaram fugir, mas sobreviver na clandestinidade foi muito difícil devido a fatores como a falta de dinheiro para pagar ajudantes e o risco de denúncia. Apenas 1 a 2 por cento dos judeus polacos no território ocupado pelos alemães sobreviveram.
Após a guerra, os sobreviventes enfrentaram dificuldades para recuperar as suas propriedades e reconstruir as suas vidas. Especialmente depois do pogrom de Kielce, muitos fugiram para campos de deslocados na Alemanha ocupada pelos Aliados.